# Le Sourire du dragon
Le Sourire du dragon (Dungeons & Dragons) est une série télévisée d'animation américaine en 27 épisodes de 22 minutes, créée par Kevin Paul Coates et Dennis Marks et diffusée entre le 17 septembre 1983 et le 7 décembre 1985 sur le réseau CBS.
La série a été développée par Mark Evanier d'après le célèbre jeu de rôle sur table Donjons et Dragons de Gary Gygax et Dave Arneson.
En France, la série est diffusée à partir du 24 décembre 1986 dans l'émission Récré A2 sur Antenne 2 et rediffusée en mars 1990 dans l'émission Éric et Noëlla toujours sur Antenne 2.
La propriété de la série est passée à Disney en 2001 lorsque Disney a acquis Fox Kids Worldwide, qui comprend également Marvel Productions. Mais la série n'est pas disponible sur Disney+,,.
La série est éditée en DVD sous la traduction littérale de son titre original Donjons et Dragons chez Déclic Images.

## Synopsis
Un groupe de six adolescents se retrouve projeté dans un univers d'heroic fantasy après avoir participé à une attraction de fête foraine. Coincés dans ce nouvel univers, ils deviennent chacun un individu doté de pouvoirs spécifiques (chevalier, magicien, acrobate, barbare, etc.).
Guidés par le « Grand maître », un étrange magicien, les six adolescents devront affronter un être diabolique nommé Vengeur ainsi que de nombreux autres dangers, tout en essayant de revenir chez eux.

## Voix françaises
- Philippe Dumat : Le grand maître
- Olivier Destrez (épisodes 1 à 6, 10 à 27), Francis Lax (épisodes 8 et 9) : Eric
- José Luccioni (épisodes 1 à 15, 22 à 24, 26 et 27), Philippe Catoire (épisodes 18 et 19), Philippe Ogouz (épisodes 16, 17, 20 et 21) et Michel Bedetti (épisode 25) : Hank
- Aurélia Bruno : Sheila
- Thierry Bourdon : Bobby
- Françoise Pavy (épisodes 1 à 17, 20 à 27) et Joëlle Fossier (épisodes 18 et 19) : Diana
- Luq Hamet : Presto
- François Brincourt (épisodes 1 à 6, 8 à 27) et Henry Djanik (épisode 7) : Vengeur

## Voix originales
- Sidney Miller (en) : Le grand maître (« Dungeon Master » en VO)
- Willie Aames : Hank
- Don Most : Eric
- Adam Rich : Presto
- Teddy Field III : Bobby
- Katie Leigh : Sheila
- Tonia Gayle Smith : Diana
- Frank Welker : Uni
- Peter Cullen : Vengeur (« Venger » en VO)

## Épisodes
La liste ci-dessous respecte l'ordre original de diffusion aux États-Unis.

### Première saison (1983)
1. La Nuit sans lendemain (The Night of No Tomorrow)
2. L'Œil (Eye of the Beholder)
3. La Salle des damnés (The Hall of Bones)
4. La Vallée des licornes (Valley of the Unicorns)
5. À la recherche du monstre (In Search of the Dungeon Master)
6. Le Pire (Beauty and the Bogbeast)
7. La Prison (Prison without Walls)
8. Le Serviteur du mal (Servant of Evil)
9. Le Squelette (Quest of the Skeleton Warrior)
10. Le Jardin extraordinaire (The Garden of Zinn)
11. La Boîte (The Box)
12. Les Enfants perdus (The Lost Children)
13. Le Désastre (P-R-E-S-T-O Spells Disaster)

### Deuxième saison (1984)
1. Le Rêve (The Girl who Dreamed Tomorrow)
2. Le Trésor des Tardos (The Treasure of Tardos)
3. La Cité lointaine (City at the Edge of Midnight)
4. Traîtrise (The Traitor)
5. Le Grand Jour (Day of the Dungeon Master)
6. La Dernière Illusion (The Last Illusion)
7. Le Cimetière du dragon (The Dragon's Graveyard)
8. Le Cauchemar (Child of the Stargazer)

### Troisième saison (1985)
1. La Première Heure (The Dungeon at the Heart of Dawn)
2. Le Temps (The Time Lost)
3. Le Douzième Talisman (Odyssey of the 12th Talisman)
4. La Citadelle des ombres (Citadel of Shadow)
5. La Caverne des dragons (Cave of the Fairie Dragons)
6. Les Vents des ténèbres (The Winds of Darkness)

## Personnages

### Protagonistes
- Hank, le ranger.
- Eric, le chevalier (paladin).
- Diana, l'acrobate.
- Presto, le magicien.
- Sheila, la voleuse.
- Bobby, le barbare.
- Uni, une petite licorne.
- Le grand maître (« Dungeon Master » en VO).

### Antagonistes
- Vengeur (« Venger » en VO) : ennemi principal de la série, il est le fils du grand maître. C'est un puissant sorcier blafard avec des crocs dans la bouche, une seule corne sur la tête et des ailes de chauve-souris. Il est monté sur un destrier noir nommé Nightmare (« Cauchemar »).
- Tiamat : un redoutable dragon à cinq têtes doué d'intelligence et de parole. Les têtes sont, de gauche à droite : une tête blanche qui souffle de la glace, une tête verte qui souffle des gaz toxiques, la tête rouge centrale qui crache du feu, une tête bleue qui crache la foudre et une tête noire qui crache de l'acide.

Tiamat est la seule créature que Vengeur craint véritablement. En tant que tel, ses rapports avec les enfants sont ambigus : parfois ils peuvent être alliés, parfois opposés. Le nom du personnage est inspiré de Tiamat (en), la déesse des dragons mauvais dans l'univers de Donjons et Dragons.

## Autour de la série

### Générique
La chanson du générique français de la série est interprétée par l'animatrice et chanteuse Dorothée.

### Introduction et fin de la série
Le Sourire du Dragon, dont l'histoire semble être directement introduite par le générique d'ouverture de la série, n'a également jamais eu de véritable fin. Il aurait dû y avoir un ultime épisode mais celui-ci ne fut jamais produit, alors que l'on y apprend un secret : Le grand maître est en fait le père de Vengeur, l'ennemi juré des héros, protégés par celui-ci.
Des fans de la série ont fait cet épisode, titré « Dungeons & Dragons: Requiem the Final », disponible sur YouTube,.